# Gran Premio de la Toscana
El Gran Premio de la Toscana fue una carrera de automovilismo disputada en Italia, el 13 de septiembre de 2020, formando parte del calendario de la temporada 2020 de Fórmula 1. Se corrió en Mugello en la localidad de Scarperia. El nombre se tomó de la región de Toscana, lugar donde se ubica el circuito.
A partir de la cancelación de gran parte de las carreras debido a la pandemia por COVID-19, se redujo el calendario y se propuso hacer una temporada dentro de Europa para evitar los viajes largos y reducir los costos. En principio se iban a disputar ocho carreras y durante el Gran Premio de Estiria se confirmó la extensión de la temporada agregando el Gran Premio de la Toscana y el Gran Premio de Rusia.
El circuito de Mugello, muchas veces utilizado como circuito privado de Ferrari, hizo su debut en Fórmula 1 y contó con 5.245 metros de extensión.

## Ganadores

### Fórmula 1
| Año  | Piloto         | Constructor | Circuito | Resultados |
| ---- | -------------- | ----------- | -------- | ---------- |
| 2020 | Lewis Hamilton | Mercedes    | Mugello  | Resultados |